# Mikhail Petrovich Vorobyov
Mikhail Petrovich Vorobyev (tiếng Nga: Михаи́л Петро́вич Воробьёв; 29/12/1896–12/6/1957) là Nguyên soái Liên Xô của lực lượng công binh từ đầu Chiến tranh thế giới thứ hai (1941–1945) - tổng thanh tra binh chủng công binh, sau đó là tư lệnh công binh của Phương diện quân Tây, và sau đó là tư lệnh của Tập đoàn quân Công binh 1 của Hồng quân Liên Xô.
Trong Trận Moskva, ông là một trong những người đi đầu trong việc xây dựng hệ thống phòng thủ trên các hướng tiếp cận Moskva và hỗ trợ kỹ sư cho cuộc tấn công mặt trận phía Tây. Từ tháng 4 năm 1942, ông là chỉ huy lực lượng công binh của Hồng quân. Đứng đầu việc xây dựng hệ thống phòng thủ gần Stalingrad, điều phối hành động của lực lượng công binh của mặt trận Leningrad và Volkhov trong việc chống đỡ cuộc bao vây Leningrad; ông đã đóng góp rất lớn trong việc chuẩn bị phòng thủ trong Trận chiến Kursk Bulge và đóng góp một cách rõ rệt vào việc hỗ trợ kỹ thuật trong việc vượt qua các chướng ngại vật lớn dưới nước, đặc biệt là sông Dnepr. Ông nghỉ hưu vào năm 1952.